# Tahar Benferhat
Tahar Benfarhat (arabe : طاهر بن فرحات) est un footballeur international algérien né le 23 mars 1944 à Tiaret et mort le 21 décembre 2018 dans la même ville. Évoluant au poste de défenseur central, il était surnommé le Roc du Serssou.

## Biographie
Né le 23 mars 1944 à Tiaret, Tahar Benferhat commence sa carrière au JSM Tiaret à l'âge de 18 ans, club dans lequel il va effectuer tout sa carrière professionnelle de joueur de football.
Défenseur robuste, il devient titulaire dans l'équipe première du club à l'âge de 20 ans, et international algérien sous les ordres d'Abderrahmane Ibrir, à l'occasion d'une rencontre opposant l'Algérie au Dinamo Zagreb.
Il est capitaine de la sélection algérienne dans les années 1970. Il reçoit un total de 34 sélections en équipe d'Algérie, pour un but inscrit. Par ailleurs, sa frappe lourde lui permet de marquer un quadruplé contre le GC Mascara.
Le regretté Tahar Benferhat a connu la consécration internationale en 1972 et 1973 lorsqu’il a fait partie de la sélection africaine mise sur pied par la Confédération africaine de football (CAF) pour participer à la mini-Coupe du monde qu’a abritée le Brésil. La sélection africaine était drivée par Rachid Mekhloufi. L’enfant de Tiaret a fait un bon tournoi et il a été retenu dans l’équipe-type de la compétition.
Une année plus tard (1973), il a de nouveau fait partie de la sélection africaine, avec d’autres joueurs algériens, Hadefi, Ouchen, Salhi et Dali, qui a participé à un grand tournoi international organisé au Mexique sous l’égide de la FIFA
Après sa carrière de joueur, il se reconvertit comme entraîneur, et dirige les joueurs du WA Mostaganem, du GC Mascara, de l'USM Bel Abbès ou encore du WAB Tissemsilt. Il est également à la tête de l'équipe nationale espoirs en 1989,